# David Stringel
David Stringel Vallejo (México, D.F., México; 26 de marzo de 1986) es un exfutbolista mexicano de ascendencia colombiana. Jugo de defensa en varios equipos de primera división y liga de ascenso. Fue multicampeon de ambas categorías. 
Su hermano es Abraham Stringel al igual que él es futbolista Colombo-Mexicano, en la actualidad juega Alianza Petrolera.

## Trayectoria
Debutó en la Primera División de México bajo lás órdenes de Ricardo La Volpe el 20 de septiembre de 2008 en la derrota de Monterrey por 4-0 ante Monarcas Morelia en el Estadio Tecnológico de Monterrey. Aquel día ingresó al campo en sustitución de Carlos Ochoa Mendoza a los 7 minutos del segundo tiempo. En 2014 pasa a ser jugador de Dorados de Sinaloa y un año más tarde consigue el ascenso a la Primera División de México.

## Clubes
| Club                | País                | Año             | PJ  | Goles |
| ------------------- | ------------------- | --------------- | --- | ----- |
| Monterrey           | México              | 2008 - 2009     | 4   | 0     |
| Correcaminos UAT    | México              | 2009 - 2010     | 15  | 0     |
| Altamira FC         | México              | 2010 - 2012     | 42  | 2     |
| Querétaro           | México              | 2012            | 6   | 0     |
| Toros Neza          | México              | 2013            | 21  | 0     |
| Cruz Azul Hidalgo   | México              | 2013 - 2014     | 25  | 1     |
| Cruz Azul           | México              | 2014            | 5   | 0     |
| Dorados de Sinaloa  | México              | 2014 - 2015     | 28  | 0     |
| F. C. Juárez        | México              | 2016            | 10  | 0     |
| CF Atlante          | México              | 2016 - 2017     | 21  | 0     |
| Potros UAEM         | México              | 2017 - Presente | 1   | 0     |
| Total en su carrera | Total en su carrera | 2008 - Presente | 187 | 4     |

## Palmarés

### Campeonatos nacionales
| Título                          | Club    | País   | Año       |
| ------------------------------- | ------- | ------ | --------- |
| Torneo Clausura Liga de Ascenso | Dorados | México | 2015      |
| Liga de Ascenso de México       | Dorados | México | 2014-2015 |

### Campeonatos internacionales
| Título                  | Club      | País   | Año  |
| ----------------------- | --------- | ------ | ---- |
| Concacaf Liga Campeones | Cruz Azul | México | 2014 |